# Phaenocora falciodenticulata
Phaenocora falciodenticulata är en plattmaskart. Phaenocora falciodenticulata ingår i släktet Phaenocora och familjen Typhloplanidae. Inga underarter finns listade i Catalogue of Life.